# Xenia Stad-de Jong
Xenia Stad-de Jong-van Bijlevelt, nizozemska atletinja, * 4. marec 1922, Semarang, Nizozemska vzhodna Indija, † 3. april 2012, Zoetermeer, Nizozemska.
Nastopila je na poletnih olimpijskih igrah leta 1948, kjer je osvojila naslov olimpijske prvakinje v štafeti 4x100 m, v teku na 100 m se je uvrstila v polfinale. Na evropskih prvenstvih je leta 1950 osvojila srebrno medaljo v štafeti 4x100 m.